# Talbot (efternamn)
Talbot är ett engelskt efternamn, som burits av bland andra:
- Cam Talbot (född 1987), kanadensisk ishockeymålvakt
- Charles Talbot, 1:e hertig av Shrewsbury (1660–1718), engelsk statsman
- Charles Talbot, 1:e baron Talbot (1685–1737), brittisk jurist och politiker
- Charles Talbot (1801–1876), brittisk sjöofficer
- Charles Talbot (1769–1823), engelsk kyrkoman
- Connie Talbot (född 2000), brittisk barnsångerska

- Danny Talbot (född 1991), brittisk kortdistanslöpare

- Lord Edmund Talbot (1855–1947), brittisk politiker
- Lady Eleanor Talbot (död 1468), brittisk adelskvinna

- George Talbot, 4:e earl av Shrewsbury (omkring 1468–1538), engelsk krigare
- George Talbot, 6:e earl av Shrewsbury (1528–1590), engelsk statsman
- George Talbot, 9:e earl av Shrewsbury (1566–1630), engelsk romersk-katolsk präst
- George Talbot (1861–1938), engelsk domare och rättslärd
- George Talbot (1761–1850), engelsk kricketspelare
- George Talbot (1882–1952), engelsk entomolog som specialiserade sig på fjärilar
- Sir Gilbert Talbot (1452–1518), engelsk krigare
- Sir Gilbert Talbot (omkring 1479–1542), engelsk parlamentsledamot
- Sir Gilbert Talbot (omkring 1606–1695), engelsk hovman, diplomat och parlamentsledamot
- Gilbert Talbot, 1:e baron Talbot (1276–1346), engelsk peer
- Gilbert Talbot, 3:e baron Talbot (omkring 1332–1387), engelsk peer
- Gilbert Talbot, 5:e baron Talbot (omkring 1383–1419), engelsk peer
- Gilbert Talbot, 7:e earl av Shrewsbury (1552–1616), engelsk peer
- Gilbert Talbot, 13:e earl av Shrewsbury (1673–1743), engelsk romersk-katolsk präst

- Henry Fox Talbot (1800–1877), engelsk uppfinnare på fotografins område

- Isham Talbot (1773–1837), amerikansk politiker, senator för Kentucky

- Jean-Pierre Talbot (född 1943), belgisk skådespelare
- John Talbot, 1:e earl av Shrewsbury (1388-1453), engelsk krigare
- John Talbot, 2:e earl av Shrewsbury (1413–1460), engelsk krigare
- John Talbot, 3:e earl av Shrewsbury (1448–1473), engelsk krigare
- John Talbot, 10:e earl av Shrewsbury (1601–1654), engelsk krigare
- John Talbot, 16:e earl av Shrewsbury  (1791–1852), brittisk peer
- John Talbot, 1:e viscount Lisle (1423–1453), engelsk krigare
- John Talbot (verksam 1361), engelsk parlamentsledamot
- John Talbot (död 1403), engelsk parlamentsledamot
- Sir John Talbot av Grafton (omkring 1535–omkring 1607), engelsk parlamentsledamot
- John Talbot (omkring 1550–1600), engelsk saligförklarad romersk-katolsk martyr
- Sir John Talbot av Lacock (1630–1714), engelsk parlamentsledamot
- John Talbot (omkring 1712–1756), brittisk parlamentsledamot
- John Talbot (omkring 1717–1778), brittisk parlamentsledamot
- John Talbot (1769–1851), brittisk sjöofficer
- John Ellis Talbot (1906–1967), brittisk parlamentsledamot
- John Ivory Talbot (omkring 1691–1772), brittisk parlamentsledamot
- John Gilbert Talbot (1835–1910), brittisk parlamentsledamot
- John Hyacinth Talbot (1794–1868), brittisk parlamentsledamot
- John Michael Talbot (född 1954), amerikansk romersk-katolsk sångare och gitarrist

- Lyle Talbot (1902–1996), amerikansk skådespelare

- Matthew Talbot (1767–1827). amerikansk politiker, demokrat-republikan, guvernör i Georgia
- Maxime Talbot (född 1984), kanadensisk ishockeyspelare
- Michael Talbot (författare) (1953–1992), amerikansk författare

- Nellie Talbot (1871–1959), amerikansk såntextförfattare och söndagsskollärare

- Richard Talbot, 1:e earl av Tyrconnell (1630–1691), irländsk adelsman

- Thomas Talbot (1818–1886), amerikansk politiker, republikan, viceguvernör, guvernör och senator för Massachysetts